# Hvozdík pyšný
Hvozdík pyšný (Dianthus superbus) je vytrvalá bylina z čeledi hvozdíkovitých. V České republice je řazen mezi silně ohrožené druhy.

## Popis
- Hvozdík pyšný je vytrvalá rostlina, 30–60 cm vysoká, jejíž lodyhy vyrůstají z plazivého oddenku.
- Lodyhy u poddruhu superbus jsou víceméně tenké zelené, u poddruhu alpestris mohutnější a nažloutlé.
- Rostlina má silný primární kořen.
- Listy jsou přisedlé, úzce kopinaté, na okraji drsné.
- Čepele květů jsou 20–30 mm v průměru, vonné, korunní plátky hluboce dřípené.
- Kvete v červenci až říjnu.

## Areál rozšíření
Základní (nominátní) poddruh je rozšířen po celém mírném pásu Evropy a Asie, s výjimkou Velké Británie a Irska, na Sibiři a Dálném východě, v Kazachstánu, Uzbekistánu a Kyrgyzstánu, v západní a severní části Mongolska, v severní polovině Číny, na Korejském poloostrově v severní polovině Japonska. Poddruh alpestris se vyskytuje v horských a vysokohorských oblastech nad 850 m, v Evropě zejména v Alpách a Karpatech, ale roztroušeně i v ČR v Krkonoších a Hrubém Jeseníku; podobně se nachází i v asijských velehorách.
Poddruh stenocalyx se vyskytuje v evropské části jižního Ruska a na severní Ukrajině; poddruh autumnalis pouze ve Francii a v jižním Německu.

## Stanoviště
Rozlišují se dva ekotypy. Rostliny z lesních stanovišť vykvétají obvykle o 3 až 4 týdny později než rostliny z vlhkých luk.
V ČR se vyskytuje nejčastěji na vlhkých nebo střídavě vlhkých loukách, ve světlých listnatých lesích a na lesních okrajích.

## Taxonomická poznámka
Někteří taxonomové uznávají poddruh Dianthus superbus subsp. silvestris za samostatný, jiný jen za ekotyp základního poddruhu. Také Květena ČR jej považuje za pouhou formu základního poddruhu Dianthus superbus subsp. superbus.